# Огашу Подулуј
Огашу Подулуј (рум. Ogașu Podului) је насеље у општини Сикевица, округ Караш-Северен у Румунији. Налази се на надморској висини од 150 м.

## Историја
По "Румунској енциклопедији" место је било једно од 17 заселака Сучевице. Самосталност је стекло тек 1956. године.

## Становништво
Према подацима из 2002. године у насељу је живело 10 становника, од којих су сви румунске националности.